# 法迪尔·贾马利
法迪尔·贾马利（1903年4月20日—1997年5月24日）伊拉克政治家，外交部长，生于卡希米亚，逝世于突尼斯。1953年至1954年担任伊拉克首相，1945年以外交大臣的身份代表伊拉克签署了联合国宪章。在1954年召开的万隆会议上，贾马利称共产主义是“新式殖民主义”。